# Peter Lorre
Peter Lorre, geboren als László Löwenstein (Rózsahegy in het huidige Slowakije, 26 juni 1904 – Los Angeles, 23 maart 1964), was een Amerikaans acteur van Oostenrijks-Hongaarse afkomst. Hij stond bekend om zijn lijzige stem, zijn Oostenrijks accent en zijn grote, ietwat uitpuilende ogen. Lorre werd vaak als sinistere buitenlander getypecast in thrillers, mysteries en films noirs.
Lorre begon zijn acteercarrière in 1922 op het toneel in Oostenrijk. Daarna trad hij op in toneelstukken in Zwitserland en de Weimarrepubliek. In 1931 speelde hij de hoofdrol in de filmklassieker M – Eine Stadt sucht einen Mörder van Fritz Lang. Zijn vertolking van de kindermoordenaar Hans Beckert bracht hem internationale bekendheid. Toen Adolf Hitler aan de macht kwam verliet Lorre Duitsland. In Groot-Brittannië speelde hij in zijn eerste Engelstalige film, The Man Who Knew Too Much (1934) van Alfred Hitchcock.
In 1935 emigreerde Lorre naar de Verenigde Staten. De eerste jaren in Hollywood speelde hij in veel B-films de rol van misdadiger. Van 1941 tot 1946 werkte Lorre voornamelijk voor Warner Bros. en speelde hij met Humphrey Bogart en Sydney Greenstreet in filmklassiekers als The Maltese Falcon (1941) en Casablanca (1942). Enkele andere noemenswaardige films met Lorre zijn Frank Capra's Arsenic and Old Lace (1944), Disney's 20,000 Leagues Under the Sea (1954) en Der Verlorene (1951), die hij zelf regisseerde.
Lorre stond bekend als een rustige man met een droog gevoel voor humor. Hij had overwegend een goed humeur, ondanks zijn hardnekkige morfineverslaving en gezondheidsproblemen. Lorre was bevriend met beroemdheden als Bertolt Brecht, Humphrey Bogart en John Huston. Zijn eigen ambities bleven echter grotendeels onvervuld. De karakterrollen die Hollywood Lorre opdrong gaven hem minder artistieke vrijheid dan hij wenste.

## Biografie

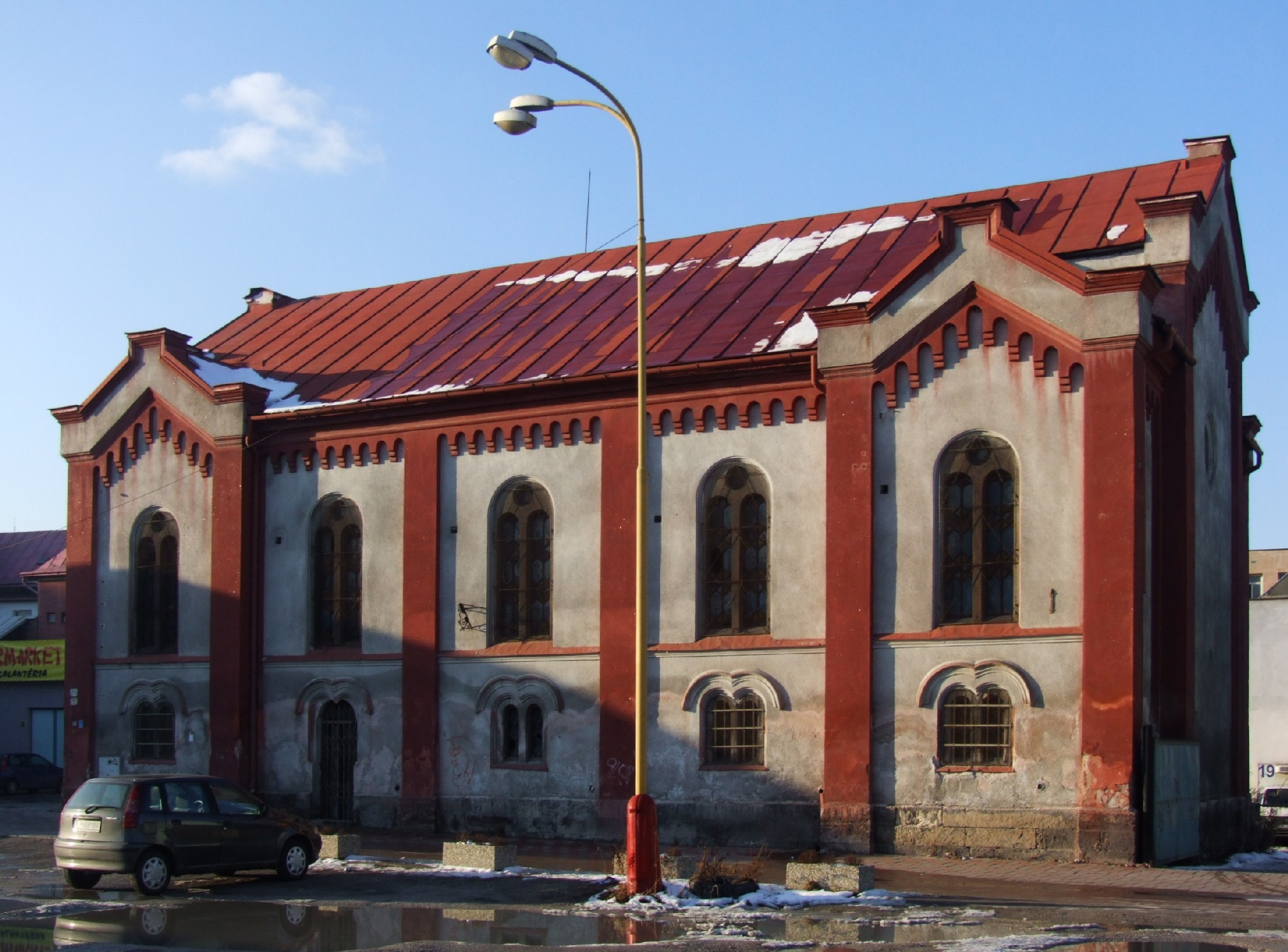
De synagoge van Rózsahegy. In deze stad bracht Peter Lorre zijn eerste jeugdjaren door.

Peter Lorre werd op 26 juni 1904 als László Löwenstein geboren in de Hongaarse stad Rózsahegy, het huidige Ružomberok in Slowakije. Hij was het eerste kind van het Joodse echtpaar Alajos Löwenstein en Elvira Freischberger. Zij woonden bij de geboorte van Lorre pas kort in Rózsahegy, waar Alajos een aanstelling had gekregen als hoofdboekhouder in een textielfabriek. Ze waren hier als Duitssprekende Joden buitenbeentjes in een overwegend Slowaakse samenleving. Om zijn inkomen aan te vullen had Alajos zich aangemeld bij de militaire reserve, waardoor hij vaak van huis was.
Elvira stierf in april 1908. Zij liet Alajos drie zonen na: de vier jaar oude László, de twee jaar jongere Ferenc en András, die nog maar enkele maanden oud was. Alajos trouwde kort daarop met Melanie Klein, de beste vriendin van Elvira. Bij haar kreeg hij nog twee kinderen. László had een slechte verstandhouding met zijn stiefmoeder. Hij miste zijn moeder en zonderde zich veel af. Dit drukte een stempel op zijn jeugd. Toen in 1913 de Tweede Balkanoorlog uitbrak, verhuisden Alajos en zijn gezin naar Wenen. Tijdens de winter van 1914–1915 diende Alajos aan het Oostfront. Later werd hij wegens hartklachten overgeplaatst en kreeg hij de leiding over een gevangenenkamp.

### Toneel (1922–1931)
Op 17-jarige leeftijd begon László zijn acteercarrière met rollen in het Weense theater. Hij werkte aanvankelijk met de Weense poppenspeler Richard Teschner. Alajos zag echter geen toekomst in het toneel en raadde László aan om een degelijke baan te nemen. Dankzij een oom die directeur was van de Anglo-Österreichische Bank in Wenen, kreeg László in oktober 1922 een functie bij de bank, op de afdeling voor buitenlandse wisselkoersen. Binnen enkele maanden was hij opgeklommen tot manager. Naast zijn werkzaamheden voor de bank bleef László in de avonduren acteren. Toen zijn werk hieronder begon te lijden werd hij ontslagen. Nadat hij een poos had rondgezworven, ontmoette László theatereigenaar Jacob Moreno, die hem onder zijn hoede nam. Moreno adviseerde hem om een artiestennaam aan te nemen. Hij gaf László dezelfde voornaam als de Oostenrijkse schrijver Peter Altenberg, een vriend van Moreno. Als achternaam stelde Moreno 'Lorre' voor, een Duitse koosnaam voor een papegaai.
Lorre verhuisde later naar Breslau, het huidige Wrocław, waar hij in 1924 en 1925 in allerlei theaters kleine rollen vertolkte. Lorre raakte bevriend met acteur Hans Peppler. Toen deze in augustus 1925 naar Zürich in Zwitserland verhuisde, nam hij Lorre mee. In het Schauspielhaus Zürich speelden zij tal van komedies, kluchten en drama's, ondanks Lorres gezondheidsproblemen. Hij had reeds enige tijd chronische galblaasproblemen, die zich uitten in hevige pijnen en misselijkheid die vaak overging in braken. Alajos Löwenstein stuurde een chirurg naar zijn zoon om hem te opereren. Deze gaf Lorre morfine als pijnstiller, zodat hij kon blijven acteren. Het was het begin van een verslaving waar Lorre de rest van zijn leven mee bleef worstelen.

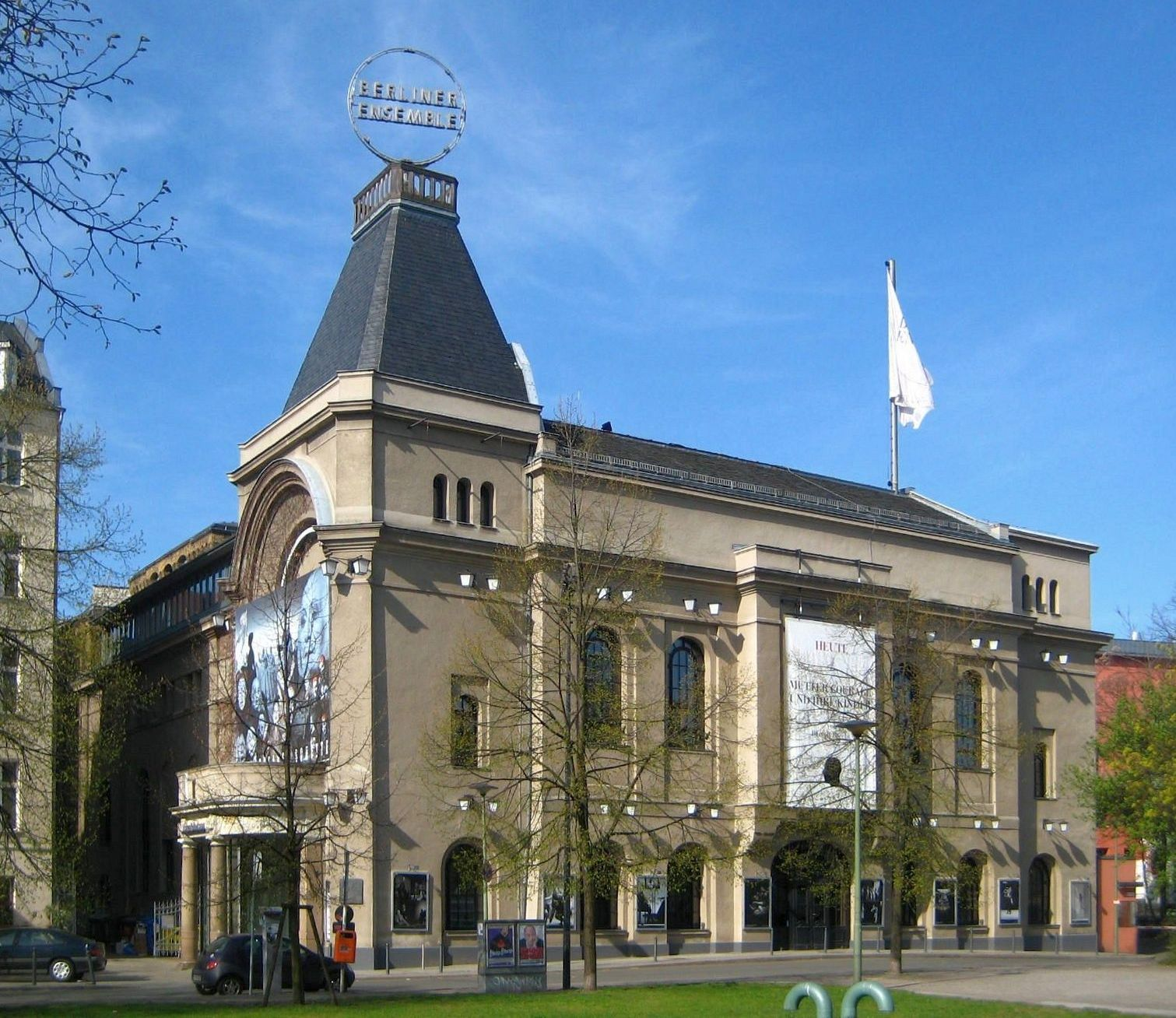
Het Theater am Schiffbauerdamm, waar Peter Lorre in diverse stukken van Bertolt Brecht speelde.

Nadat Lorre in een toneelstuk van Franz Theodor Csokor had gespeeld, hielp deze hem in 1927 aan een contract in het Renaissance Theater in Berlijn. In die stad raakte Lorre bevriend met de Duitse toneelschrijver Bertolt Brecht. Deze castte Lorre als student in Marieluise Fleißer’s komedie Pioniere in Ingolstadt, dat in het voorjaar van 1929 in het Theater am Schiffbauerdamm in Berlijn werd opgevoerd. Op 30 mei ging Brechts Dreigroschenoper (Driestuiversopera) in hetzelfde theater in première, met Lorre in een van de hoofdrollen. Actrice Celia Lovsky was een van de toeschouwers. Zij was onder de indruk van Lorres acteerwerk en zocht hem na de voorstelling op. Lorre herkende haar, hij had haar in Oostenrijk gezien in een toneeluitvoering van Shakespeare's Othello. Kort na deze ontmoeting gingen Lovsky en Lorre samenwonen.
Af en toe speelden Lorre en Lovsky in hetzelfde toneelstuk. Zo hadden beiden een rol in Die Unüberwindlichen van Karl Kraus, samen met Peppler en Kurt Gerron. Kraus had een lange reeks voorstellingen op het oog, maar na de première op 20 oktober 1929 werden alle opvoeringen afgelast. Het theater noemde een slechte opbrengst en Lorres zwakke gezondheid als reden, maar volgens toneelhistoricus Harry Zohn was de ware oorzaak een verzoek van de Oostenrijkse ambassade. Kraus stond immers bekend om zijn kritiek op de Weense pers en de Oostenrijkse regering.
Lorres carrière kwam echter niet in gevaar. Na Dreigroschenoper speelde hij nog meer belangrijke rollen in Brechts producties. Samen met zijn vriend Gerron speelde hij in Happy End (1929), het vervolg op Dreigroschenoper. Ook in Mann ist Mann (1931) speelde Lorre een van de hoofdrollen. Brecht noemde hem de beste vertolker van zijn werken. Binnen drie jaar behoorde Lorre tot de bekendste toneelspelers in Berlijn.

### Eerste films (1929–1933)
In 1929 maakte Lorre zijn filmdebuut met een figurantenrol in Die verschwundene Frau, een stomme film van Karl Leiter. De film werd lange tijd als verloren beschouwd, tot in 1984 een gehavende Belgische kopie opdook. Toen de restauratie ervan in 1996 gereed was, werd ontdekt dat Lorre in een tandartsscène te zien was als wachtende patiënt. Dat was verrassend omdat zijn naam niet voorkwam op de lijst van acteurs en ook niet genoemd was in recensies.

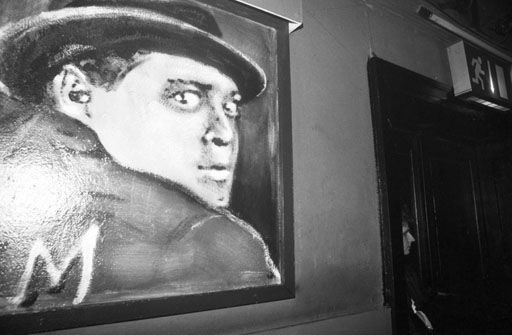
Wandversiering in een Duits café van Peter Lorre als de psychotische moordenaar in M, de rol waarmee hij doorbrak naar het grote publiek

Lorre heeft steeds beweerd dat M – Eine Stadt sucht einen Mörder uit 1931 zijn filmdebuut was. Zijn vertolking van kindermoordenaar Hans Beckert was hoe dan ook zijn eerste grote rol op het witte doek. M was de eerste geluidsfilm van Fritz Lang, die hij naar verluidt baseerde op de moordzaak van Peter Kürten in Düsseldorf. Lorre had zijn rol mede te danken aan Celia Lovsky die hem voorstelde aan Lang. Deze was ervan overtuigd dat Lorre geschikt was en liet hem geen screentest doen. Zelf was Lorre sceptisch en zei tegen Lang: "Wie kan een filmcarrière verwachten met zo'n gezicht als dat van mij?" De film werd echter positief ontvangen en verscheen ook in bioscopen buiten Duitsland. Later beweerde Lang in een interview dat Lorre met zijn vertolking van Hans Beckert zijn beste acteerprestatie heeft geleverd en bovendien "een van de beste prestaties in de filmgeschiedenis". De filmcriticus Sharon Packer schreef over Lorres hoofdrol:

Peter Lorre played the loner, schizotypal murderer. His raspy voice, bulging eyes, and emotive acting (a holdover from the silent screen) always make him memorable, whatever his role.
(Peter Lorre speelde de eenzame, schizotypische moordenaar. Zijn raspende stem, uitpuilende ogen en emotioneel acteerwerk (een overblijfsel uit zijn stomme films) maken hem altijd memorabel, ongeacht zijn rol.)
—  Sharon Packer, Movies and the Modern Psyche

Na M speelde Lorre in tien andere Duitse films, waarin hij vooral werd getypecast als sinistere misdadiger. In een paar van deze film had hij een prominente rol, zoals in de sciencefictionfilm F.P.1 antwortet nicht uit 1932. In deze periode sloot Lorre vriendschap met de acteur Conrad Veidt. In hetzelfde jaar speelde Lorre ook een hoofdrol in twee films die zijn vriend Kurt Gerron regisseerde, namelijk Der weiße Dämon en de Franstalige versie Stupéfiants.
Met de opkomst van het nationaalsocialisme in Duitsland emigreerden Lorre en Lovsky op 25 februari 1933 naar Parijs. Zij vertrokken tijdens de productie van Kaspar Hauser, waarin Lorre de hoofdrol speelde. Regisseur Ludwig Klitzsch telegrafeerde hem terug naar Duitsland te komen, waarop Lorre antwoordde: "Voor twee moordenaars als Hitler en ik is Duitsland te klein." In Parijs draaide M nog steeds in de bioscopen en Lorre werd op straat herkend als Le Maudit ('De Verdoemde'). Lorre speelde in deze periode een kleine rol in de Franse komedie Du haut en bas.

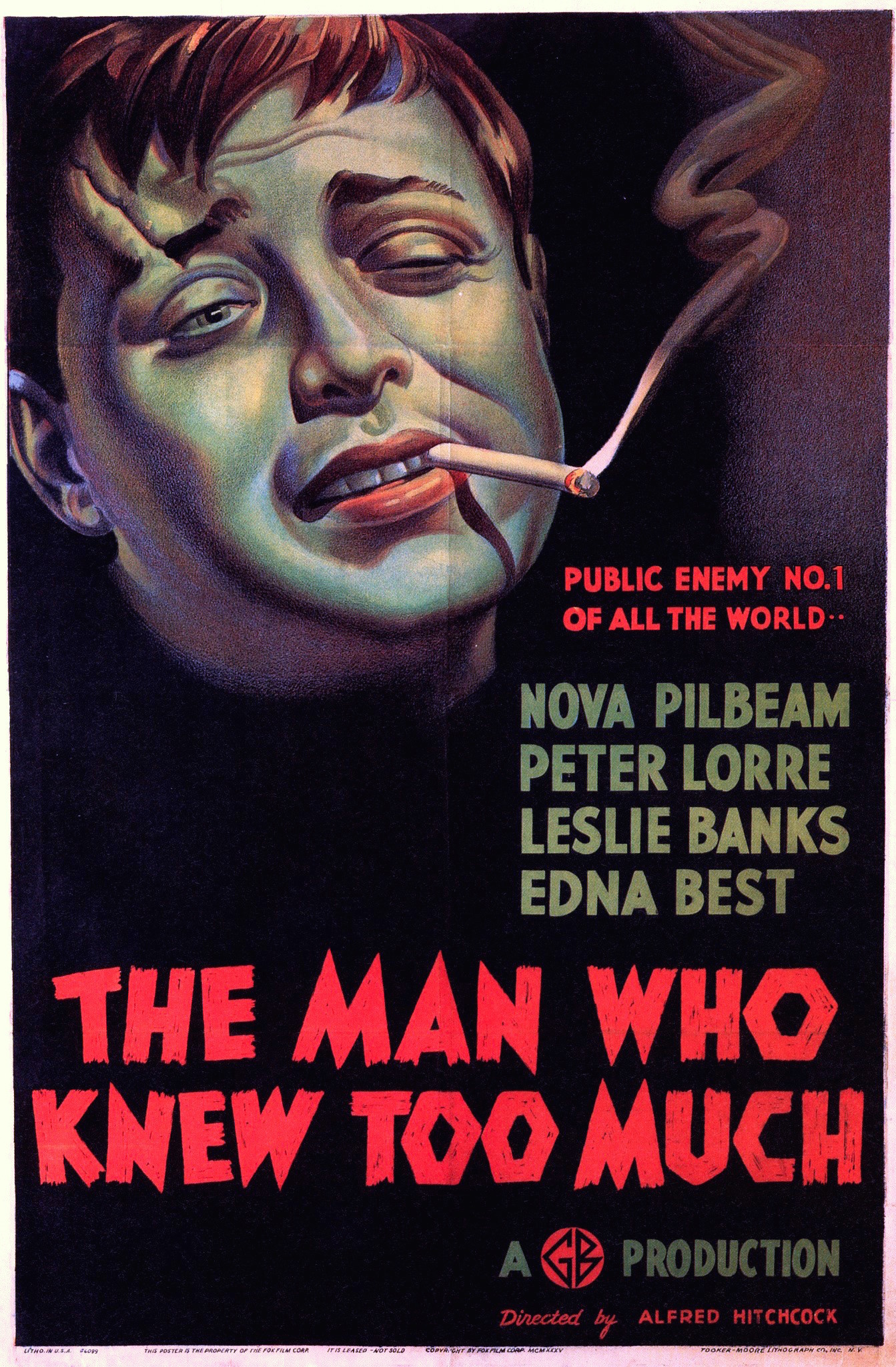
Reclameaffiche voor The Man Who Knew Too Much, met Peter Lorre als de bendeleider Abbott

### The Man Who Knew Too Much(1934)
Na een kort verblijf in Frankrijk verhuisden Lorre en Lovsky naar Londen. Hier werd Lorre opgemerkt door mediamagnaat Sidney Bernstein, die bevriend was met Alfred Hitchcock. Hij stelde Lorre voor aan Hitchcock en producent Ivor Montagu, die bezig waren met de voorbereidingen voor The Man Who Knew Too Much (1934). Lorre sprak vrijwel geen Engels, maar Bernstein had hem vooraf verteld dat Hitchcock graag sterke verhalen vertelde. Lorre lachte uitgelaten als Hitchcock een anekdote had afgerond en beantwoordde al zijn vragen met "yes". Hij kreeg zijn contract zonder een screentest. Aanvankelijk was het idee om Lorre de rol te laten spelen van Levine, de moordenaar, maar Hitchcock en Montagu besloten hem een grotere rol te geven, namelijk die van de bendeleider Abbott. Deze rol had vrij veel dialoog, die Lorre grotendeels fonetisch uit het hoofd moest leren.
De film kreeg veel positieve kritiek en ook Lorre werd door recensenten geprezen. The New York Times schreef dat Lorres sinistere handelsmerk minder speelruimte kreeg dan in M, maar sloeg zijn acteren hoger aan dan dat van de toenmalige publiekslieveling Charles Laughton. In 2014 vergeleek Michael Newton in The Guardian Lorres acteerwerk met dat van de rest van de cast van The Man Who Knew Too Much:

Lorre cannot help but steal each scene; he's a physically present actor, often, you feel, surrounded as he is by the pallid English, the only one in the room with a body.
(Ongewild trekt Lorre elke scène naar zich toe; hij is een fysiek aanwezige acteur, en vaak lijkt het wel of hij te midden van die bleke Engelsen de enige in de kamer is met een lichaam.)
—  Michael Newton

### Eerste jaren in Hollywood (1934–1936)
Naar verluidt tekende Lorre op 15 mei 1934 een vijfjarig contract met Columbia Pictures. Op 22 juni trouwde hij met Celia Lovsky. De twee hadden toeristenvisa voor de Verenigde Staten en vertrokken op 18 juli per boot naar New York, de dag nadat de filmopnames voor The Man Who Knew Too Much waren afgerond. In Amerika aangekomen raadde Lorre zijn Joodse vriend Kurt Gerron, die inmiddels naar Nederland was gevlucht, aan om Europa te ontvluchten en ook in Hollywood te gaan werken, maar deze weigerde. Gerron stierf in 1944 in Auschwitz.
Het echtpaar vestigde zich in Santa Monica. De stad ligt twaalf kilometer van Hollywood vandaan, maar Lorre was gesteld op zijn privacy. Hij wilde dat Lovsky thuis bleef, zodat beiden zich konden focussen op zijn acteercarrière. Ze fungeerde in deze periode als zijn manager, assistente, secretaresse, boekhoudster en verpleegster. Lorre bereidde zich voor op zijn Amerikaanse filmdebuut, maar Columbia vond het moeilijk om een geschikte rol voor hem te vinden. Na enkele maanden suggereerde Lorre dat een verfilming van Dostojevski's Misdaad en straf een geschikt project voor hem zou zijn. Harry Cohn, het hoofd van Columbia, ging akkoord op voorwaarde dat hij Lorre ook mocht uitlenen aan Metro-Goldwyn-Mayer.
De boekverfilming werd uitgesteld en in april 1935 kondigde MGM aan dat Lorre de hoofdrol zou spelen in Mad Love. In deze horrorfilm van de Duitse immigrant Karl Freund speelt hij de psychopaat Dr. Gogol, die verliefd is op actrice Yvonne Orlac. Zij roept zijn hulp in wanneer haar man in een ongeluk zijn handen verliest, waarop Dr. Gogol deze vervangt door die van een geëxecuteerde messenwerper. Lorre werd voor zijn rol kaalgeschoren en kreeg van de scenarioschrijver de instructie om vooral zijn "M-look" in te zetten. De film deed het slecht in de bioscopen, maar de critici prezen Lorres acteerwerk in zijn eerste Amerikaanse film. Het tijdschrift Time noemde de film "een grote verschrikking", maar vond Lorre "perfect gecast". Na het bekijken van de film noemde Charlie Chaplin hem "de beste acteur die er is".

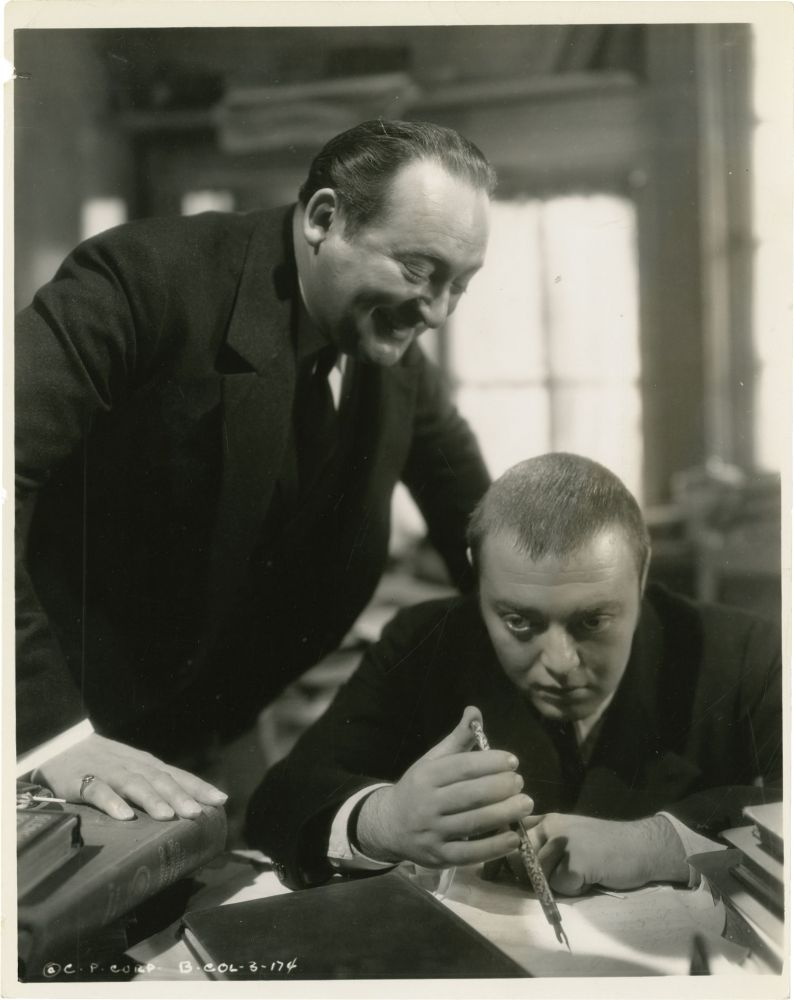
Edward Arnold en Peter Lorre in Crime and Punishment

Na Mad Love speelde Lorre in Crime and Punishment, de uitgestelde boekverfilming van Misdaad en straf. De roman bevatte elementen als prostitutie en het falen van de politie, zaken die niet door de Amerikaanse censuur zouden komen. Regisseur Josef von Sternberg realiseerde zich dat en besloot in plaats daarvan een onconventionele film te maken "over een rechercheur en een crimineel" met Lorre als Raskolnikov in de hoofdrol.
Hitchcock en Montagu waren ondertussen bezig met de voorbereidingen voor Secret Agent (1936). De film verhaalt over een dood verklaarde schrijver die met twee handlangers een spion in Duitse dienst moet opsporen en vermoorden. Montagu wilde graag Lorre als een van de handlangers en Hitchcock ging akkoord. Lorre en Lovsky arriveerden in november 1935 in Engeland, nog voordat Crime and Punishment in première was gegaan. Hij speelde de rol van 'The General', alias 'The Hairless Mexican': een hyperactieve huurmoordenaar die vooral oog had voor vrouwelijk schoon. De rol was relatief klein, maar gaf Lorre volop ruimte om zijn humoristische kant te tonen. Zijn grappige vertolking gaf de film een dieper en dubbelzinnig karakter.

### Box Office Poison(1936–1937)
Crime and Punishment ging op 22 november 1935 in première. De film werd matig ontvangen, al wist Lorre het volgens The New York Times af en toe een "angstaanjagende pathologische gewichtigheid" te geven. De acteerprestaties van Lorre werden door weinig critici betwist, maar terug in Hollywood wist hij met moeite aan goede rollen te komen. Zelf verklaarde Lorre dat hij na Crime and Punishment door de filmmaatschappijen als Box Office Poison werd beschouwd: gif voor de omzet.
Naar eigen zeggen waren er drie rollen die Lorre het liefst zou spelen: de brave soldaat Švejk, Quasimodo en Napoleon Bonaparte. Even leek het er op dat twee van die ambities vervuld zouden worden. In 1936 werden er plannen gemaakt voor een toneelstuk getiteld Napoleon the First, met Lorre als Bonaparte. Qua postuur en uitstraling leek hij geknipt voor de rol, maar de productie werd nooit afgerond. Regisseur John Huston was ondertussen bezig met een script voor de verfilming van De klokkenluider van de Notre Dame. Aanvankelijk had hij Boris Karloff in gedachte als Quasimodo, in 1937 kwam Lorre in beeld, maar de keuze viel uiteindelijk op Charles Laughton als hoofdrolspeler in The Hunchback of Notre Dame (1939). In datzelfde jaar werd Lorre gecast als Lodewijk XVI in Marie Antoinette (1938), maar uiteindelijk ging deze rol naar Robert Morley.

### Mr. Moto (1937–1939)

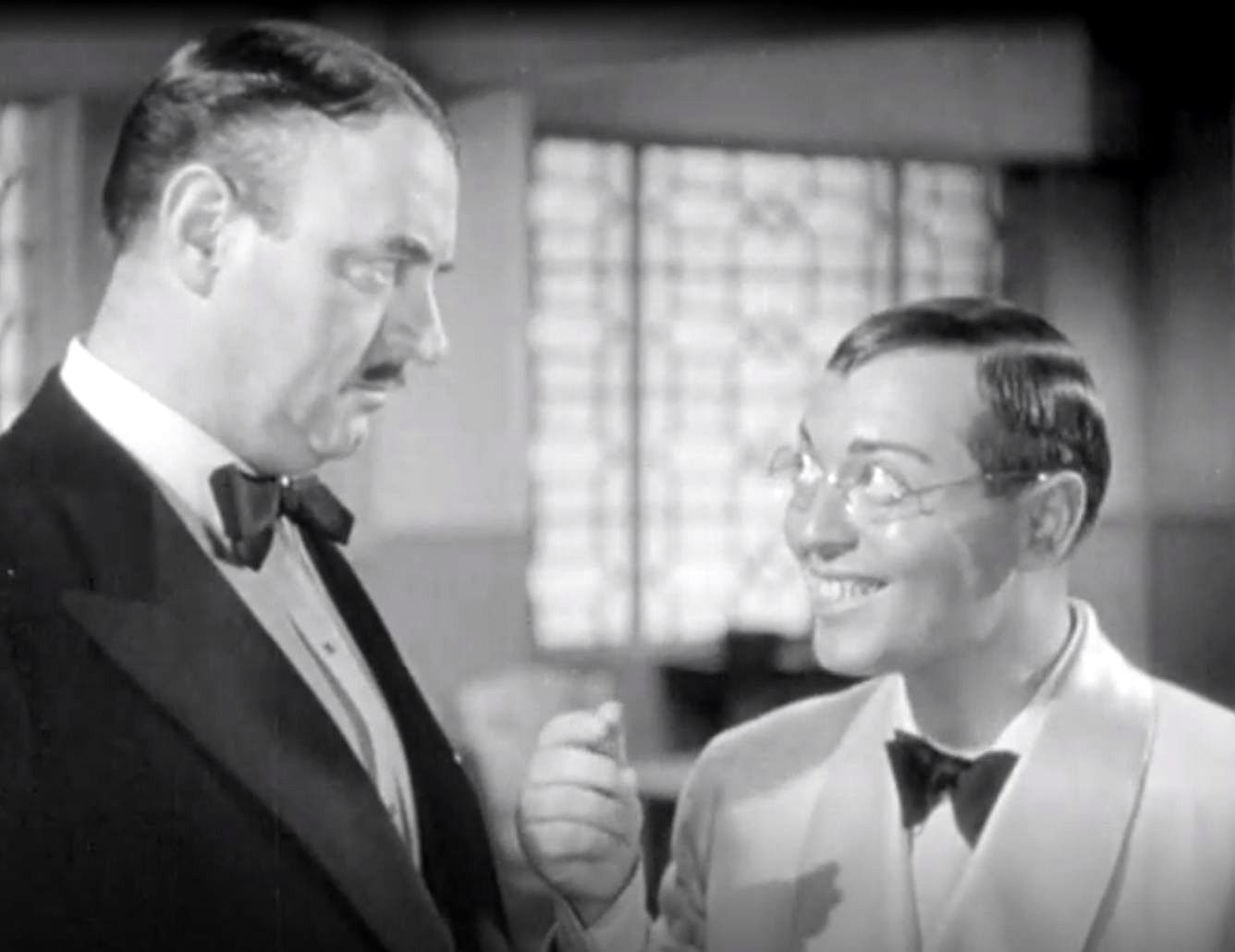
Peter Lorre (rechts) als Mr. Moto met Sig Ruman in Think Fast, Mr. Moto (1937)

In 1937 tekende Lorre een driejarig contract bij 20th Century Fox. Hij wilde afrekenen met zijn schurkenimago en vooral komedies maken. Geen van de twaalf B-films die hij in deze periode maakte behoorde echter tot dit genre. Tussen 1937 en 1939 speelde hij in een achtdelige serie gebaseerd op de Mr. Moto-romans van John P. Marquand. Hiermee hoopte Fox in te kunnen haken op het succes van de Charlie Chan-films. Lorre zou de hoofdrol spelen van Mr. Kentaro Moto, een Japanse Interpol-agent die bedreven is in jiujitsu en judo. De rol sprak hem weinig aan, maar bij gebrek aan beter voelde Lorre zich gedwongen het aanbod aan te nemen.
Tijdens de opnames van de eerste Mr. Moto-film was Lorre aan het afkicken van zijn morfineverslaving. Zijn conditie ging sterk achteruit, maar desondanks bleef hij optimistisch. Hij was verheugd om niet langer de schurkenrol te hoeven spelen en sloeg in 1938 een rol in Son of Frankenstein (1939) af. De eerste Mr. Moto-films werden echter lauw ontvangen door de fans. Zij vonden Lorre niet overtuigend als Japanner. Lorre ging zich daarop verdiepen in de Japanse cultuur, literatuur en het boeddhisme en shintoïsme. Met het verstrijken van de serie vond hij de rol van Mr. Moto echter te kinderachtig worden en raakte hij gefrustreerd. Toen aan het einde van de jaren '30 het anti-Japanse sentiment in de Verenigde Staten steeg, zag Lorre een kans om onder zijn rol uit te komen. Hij verscheen regelmatig in het openbaar met een button met de tekst "Don't buy Jap Goods". Fox besloot uiteindelijk om de serie te stoppen.

### Freelance en RKO Pictures (1939–1941)
In juli 1939 brak Lorre met Fox en ging een periode freelance werken. In 1940 speelde hij in drie films. Zijn eerste klus was een bijrol in Strange Cargo, een religieus getinte film met Clark Gable en Joan Crawford, gevolgd door een bijrol in de dramafilm I Was an Adventuress. In Island of Doomed Men speelde Lorre de hoofdrol van een sadist die veroordeelden die op borgtocht zijn vrijgelaten naar zijn eiland lokt, waar ze voor de rest van hun leven als slaven moeten werken.
In mei 1940 tekende Lorre voor twee films bij RKO Pictures. De eerste was de B-film Stranger on the Third Floor (1940), waarin hij de hoofdrol speelde. De film heeft de officieuze reputatie de eerste film noir te zijn, een genre waarin Lorre nog veel verdienstelijke rollen zou spelen. De tweede film van RKO was You'll Find Out (1940), een komediemusical waarin Lorre, Kay Kyser en de horrorsterren Béla Lugosi en Boris Karloff de hoofdrollen vertolkten. De film was erg populair en een groot financieel succes voor RKO.
In 1941 werd Lorre genaturaliseerd tot burger van de Verenigde Staten. In de eerste helft van dat jaar speelde hij freelance in drie films. In een daarvan, The Face Behind the Mask, vertolkte hij de hoofdrol van een Hongaarse immigrant die het slechte pad opgaat. De film ontving veel negatieve kritiek, met uitzondering van Lorres acteerwerk. Zo noemde The New York Times de film "alweer een kaal melodramatisch experiment, waarin de talenten van Peter Lorre opnieuw worden belemmerd door afgezaagde dialogen en gebruikelijke plotwendingen".

### Warner Bros. (1941–1946)

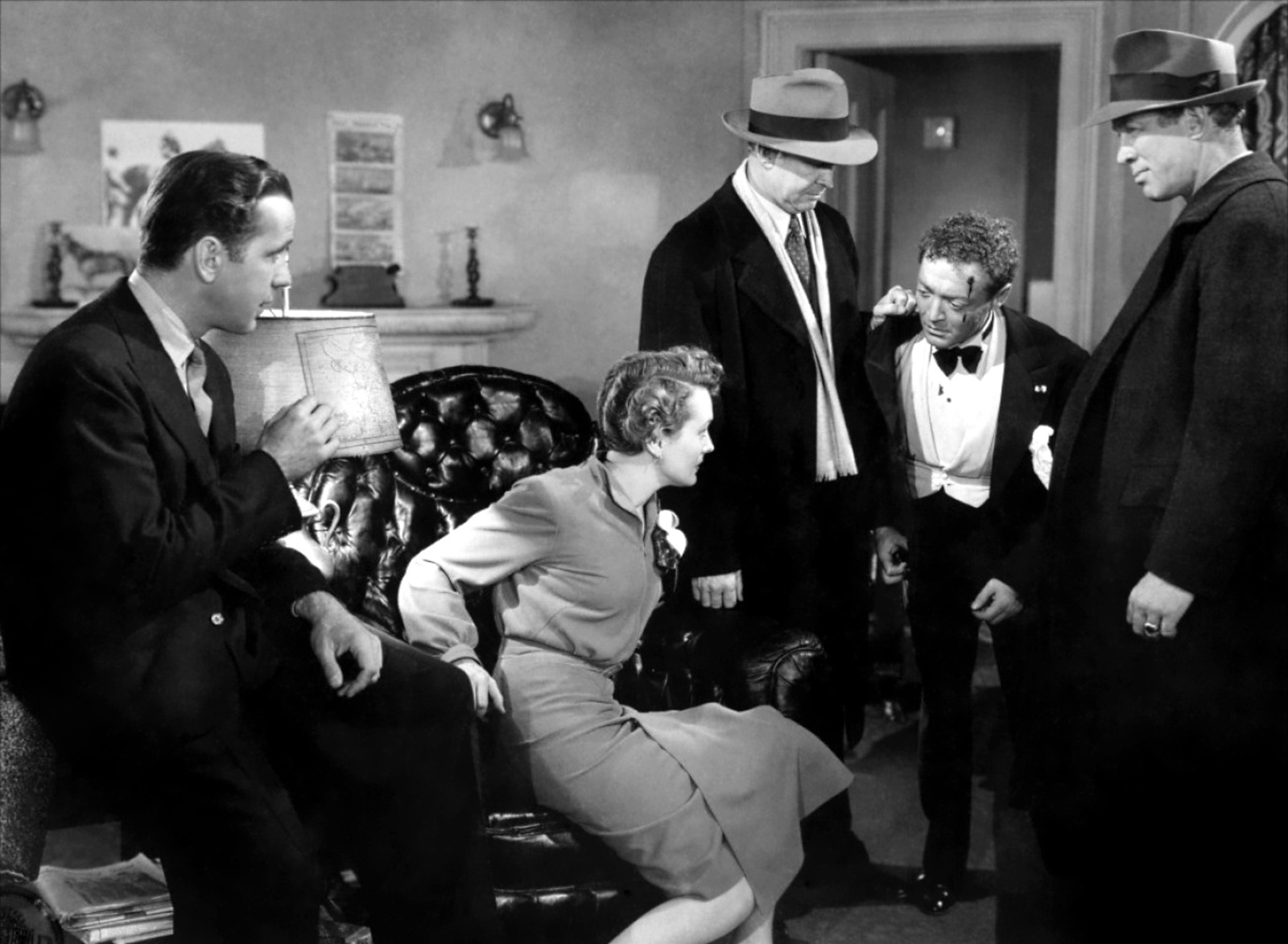
Een in het nauw gedreven Joel Cairo in The Maltese Falcon

Regisseur John Huston maakte effectief een eind aan Lorres reputatie als Box Office Poison. Hij deed dit door hem te casten voor The Maltese Falcon (1941), samen met onder anderen Humphrey Bogart en Sydney Greenstreet. Op de set stond Lorre op kameraadschappelijk voet met de overige acteurs en werd hij goede vrienden met Bogart. Aanvankelijk had Warner Bros. twijfels over Lorre, maar Huston was er zeker van dat deze zeer geschikt was om de homoseksuele gangster Joel Cairo te spelen. Volgens hem bezat Lorre een "combinatie van snuggerheid, echte onschuld en verfijning. Hij doet altijd twee dingen tegelijk; hij denkt het een, maar zegt het ander". Lorres overtuigende acteerwerk droeg bij aan het succes van The Maltese Falcon, die door veel filmhistorici als het begin van de klassieke film noir-periode wordt beschouwd.
Na The Maltese Falcon werkte Lorre een tijd lang voornamelijk voor Warner Bros.; een periode waaraan hij naar eigen zeggen zijn prettigste herinneringen dankt. Ook fysiek ging het hem beter. Hij hield er een gezonde levensstijl op na en ging regelmatig zwemmen en paardrijden. In de jaren '30 had hij fanatiek tafeltennis gespeeld, maar begin jaren '40 stapte hij over op tennis en bezocht sindsdien regelmatig de Beverly Hills Tennis Club.

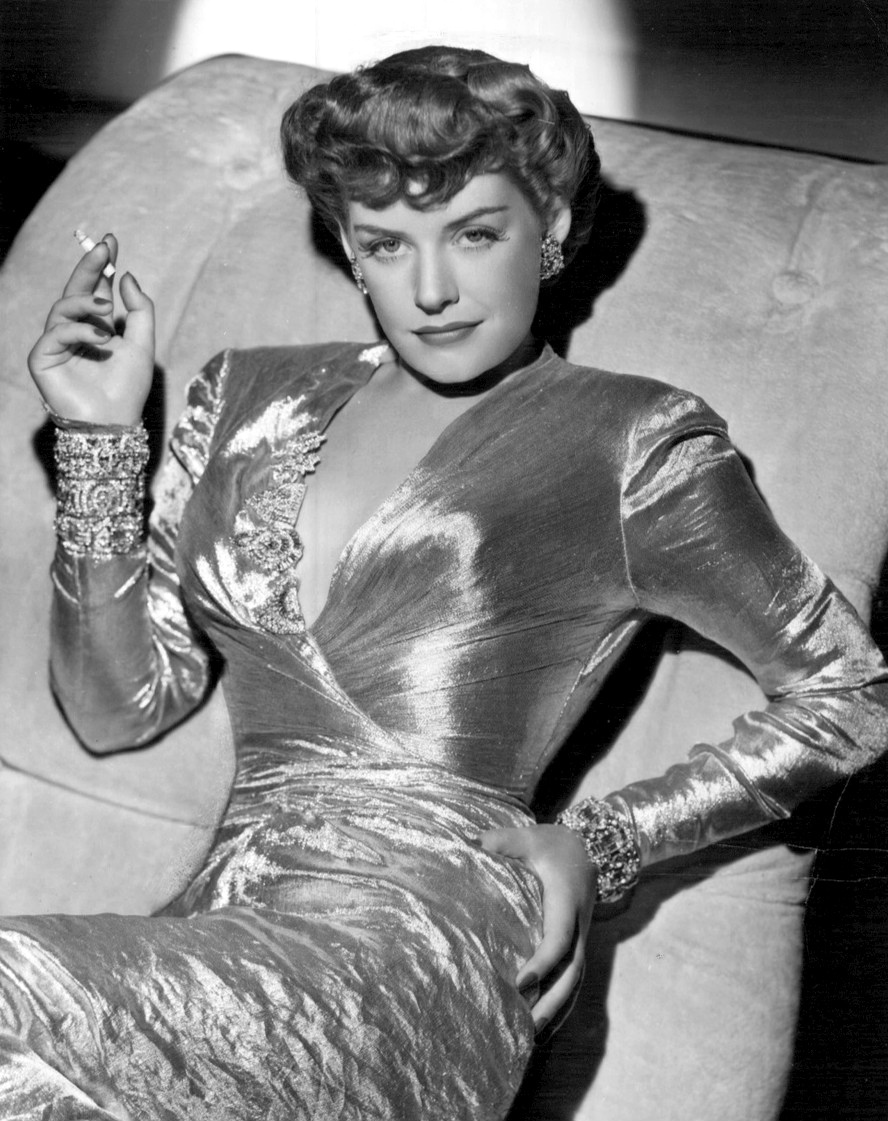
Kaaren Verne tijdens de opnames in 1941 van All Through the Night

In All Through the Night (1942) werkte Lorre niet alleen opnieuw met Bogart, maar ook met zijn vriend Conrad Veidt, die kort daarvoor naar de Verenigde Staten was geëmigreerd. Alweer speelde Lorre de rol van buitenlandse schurk, ditmaal als de nazispion Pepi. De tegenspeelster van Bogart was de Duitse Kaaren Verne. Zij had Lorre reeds op de set van The Maltese Falcon opgezocht en hem verklaard dat ze veel bewondering voor hem had. Gedurende de opnames van All Through the Night waren de twee onafscheidelijk. Ze maakten geen geheim van hun relatie en poseerden voor de pers terwijl de dertien jaar jongere Verne bij Lorre op schoot zat.
Toen Frank Capra zijn horrorparodie Arsenic and Old Lace voorbereidde, was Lorre zijn eerste keus voor Dr. Einstein. Capra gaf hem veel vrijheid en het karakter van de zenuwachtige mislukte chirurg werd grotendeels door Lorre gevormd. Opnieuw speelde hij de schurk, maar deze keer een die zijn misdaden met tegenzin uitvoert. De hoofdrollen in de film werden vertolkt door Cary Grant, Priscilla Lane en Raymond Massey, maar Capra noemde Lorres aandeel "een volle derde van de show".
Arsenic and Old Lace werd van 20 oktober tot 16 december 1941 geschoten, maar ging pas op 1 september 1944 in première. In de tussentijd speelden Lorre, Bogart en Greenstreet opnieuw samen in Casablanca (1942), met Veidt als de nazi-officier Heinrich Strasser. Tegenwoordig wordt Casablanca als een Hollywoodklassieker beschouwd, maar tijdens de productie had vrijwel niemand vertrouwen in de film. Later herinnerde Lorre zich vooral de tijd buiten de opnames. Hij en Bogart keken altijd uit naar een gelegenheid om het samen op een drinken te zetten. De roulette die op de set van Casablanca stond opgesteld in Rick's Café bracht Lorre naar eigen zeggen meer geld op dan zijn salaris voor de film. Lorre had er een kleine rol in als Signor Ugarte en scenarist Howard Koch vond het spijtig dat hij in het plot zo snel verdwijnt. Ook Koch gaf Lorre veel vrijheid in zijn rol en vertrouwde op zijn improvisatietalent.

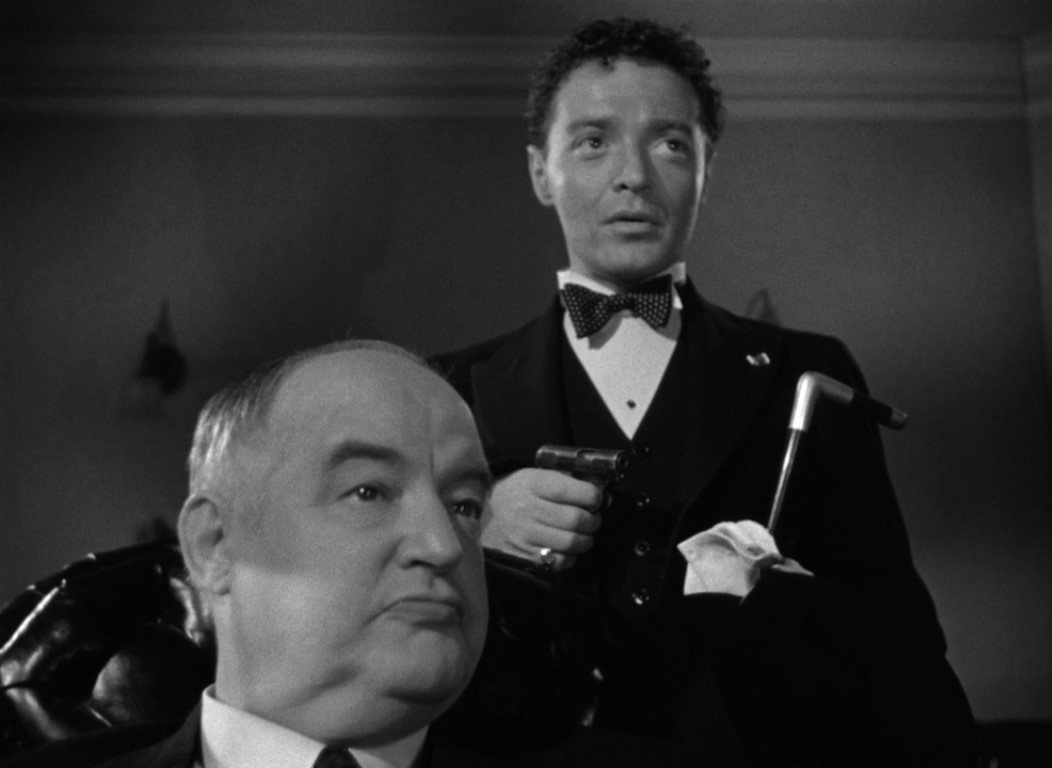
Sydney Greenstreet en Peter Lorre in The Maltese Falcon, de eerste van de negen "Little Pete-Big Syd"-films

Op 2 juni 1943 sloot Lorre met Warner Bros. een vijfjarig contract. Later keek hij met genoegen terug op zijn samenwerking met Greenstreet, Bogart en Claude Rains. Hij noemde de drie acteurs en zichzelf een "stock company", waarvan alle vier het vermogen bezaten "om het publiek in korte tijd van hilariteit tot ernst te brengen." Lorre maakte negen films met Greenstreet en het duo kwam bekend te staan als "Little Pete-Big Syd". Veel van hun films waren variaties op Casablanca, zoals Passage to Marseille (1944), waarin ook Bogart en Rains een rol hadden.
Lorre scheidde op 13 maart 1945 van Celia Lovsky, om op 25 mei met Verne te trouwen. Bij wijze van huwelijkscadeau huurde Lorre een paardenranch in Mandeville Canyon, waar hij en Verne veel tijd doorbrachten. Tijdens de Tweede Wereldoorlog was Lorre veel gecast voor oorlogs- en avonturenfilms, maar nu de oorlog was afgelopen was daar minder vraag naar. Lorre wilde af van zijn stigma van schurk en oefende zich in een natuurlijkere, ongedwongen stijl. Zo speelde hij in Three Strangers (1946) een melancholische, bedachtzame rol als de charmante dronkaard Johnny West.
Lorres laatste film voor Warner Bros. was The Beast with Five Fingers (1946), waarin hij een krankzinnige musicoloog speelt die verliefd wordt op de verpleegster van een beroemd pianist. Volgens filmcriticus Daniel Bubbeo had de horrorfilm zijn succes voornamelijk te danken aan het acteerwerk van Lorre. Desondanks had Warner weinig belangstelling meer voor Lorre. The Verdict, de laatste film met Greenstreet, had negatieve recensies ontvangen. Bovendien viel Lorres connectie met de communistische Bertolt Brecht in slechte aarde bij Jack L. Warner, de president van Warner Bros. Sinds Brecht in 1941 in Californië was gaan wonen, was de vriendschap tussen de twee nog verder versterkt. Een aantal keren werkten ze op kleine schaal samen. Zo las Lorre op 6 maart 1943 voor uit Brechts gedichten tijdens een artistieke avond in de The New School for Social Research. Uiteindelijk werd Lorres contract met Warner Bros. op 13 mei 1946 beëindigd.

### Na de Tweede Wereldoorlog (1946–1951)

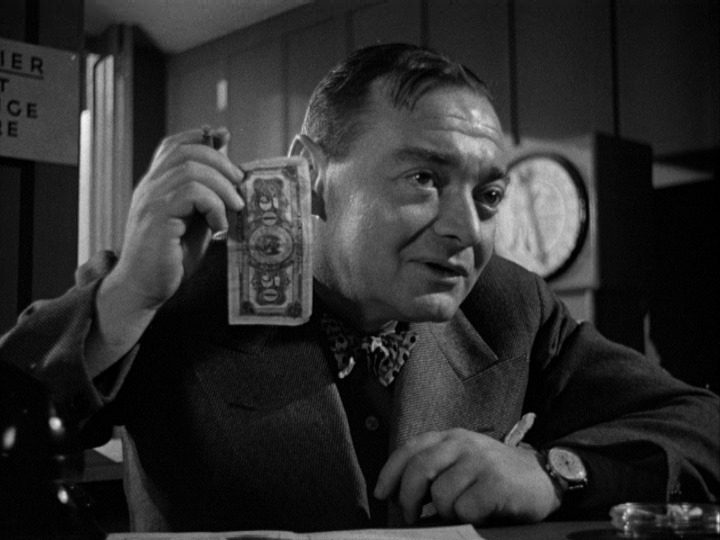
Peter Lorre als de louche Nick Dramoshag in Quicksand (1950)

In 1946 schreef Brecht het scenario voor Lady Macbeth of the Yards, een moderne Macbeth-verfilming in de stijl van een klassieke film noir. Voor de hoofdrol had hij Lorre in gedachte. Geen enkele filmstudio wilde het echter verfilmen. Lorre wilde niet langer afhankelijk zijn van de voorkeuren van studio's. Hij wenste vrijheid in zijn rolkeuze en de mogelijkheid om zelf een film te regisseren. Op 24 juni 1946 tekende Lorre een contract met Sam Stiefel en richtte met hem Lorre Inc. op. Stiefel trad op als zijn manager en kreeg het beheer over zijn financiën. Lorre Inc. bracht echter weinig voordeel en Lorres acteercarrière kwam in een neerwaartse spiraal.
Geld was niet Lorres enige zorg. In The Verdict was droogijs, brandende houtskool en olie gebruikt om de Londense smog te simuleren. De kwalijke dampen bezorgden Lorre hevige hoofdpijn, waardoor hij na lange tijd weer morfine begon te gebruiken. Hierdoor groeiden hij en Kaaren Verne uit elkaar. Daarnaast moest Lorre wegens zijn connectie met Brecht in mei 1947 voor het House Committee on Un-American Activities (HCUA) verschijnen. Brecht werd op 30 oktober verhoord en vertrok de volgende dag naar Europa. Lorre werd daarop een actief lid van het Committee for the First Amendment, een actiegroep die zich tegen de zittingen van het HCUA keerde.
Van 1947 tot en met 1950 speelde Lorre in slechts vijf films. Hij ging zich richten op radio- en televisiewerk. In 1947 had hij een eigen radioprogramma voor NBC, getiteld Mystery in the Air. Daarnaast had Lorre diverse gastoptredens bij radio- en televisieshows. Aanvankelijk trad hij voornamelijk op in zijn typische sinistere rollen. In 1949 waarschuwde de BBC ouders om hun kinderen naar bed te sturen voordat Lorre op televisie verscheen. Hierna zocht Lorre meer komische rollen.
In 1949 financierde Lorre samen met Mickey Rooney de productie van Quicksand (1950), een film noir met Rooney en Jeanne Cagney in de hoofdrollen. Irving Pichel had de regie en de muziek werd gecomponeerd door Louis Gruenberg. Beiden stonden op de zwarte lijst van het HUAC, maar omdat het een onafhankelijke productie was konden zij de film toch maken. Lorre speelde een bijrol als de sjofele arcadehal-eigenaar Nick Dramoshag. Cagney zei in een interview: "Hij deed het met al zijn kunnen. Het was geen film van de bovenste plank, maar desondanks benaderde hij het alsof het de A-film van alle A-films was." Na de première op 24 maart 1950 verdween Stiefel met de opbrengst en Lorre Inc. hield op te bestaan. Lorre raakte bankroet en moest de huur van zijn ranch in Mandeville Canyon opzeggen en zijn paarden verkopen. Kort daarop verliet Verne hem.

### Der Verlorene(1951)
Nadat Brecht zich in Oost-Berlijn had gevestigd, richtte hij in 1949 het theatergezelschap Berliner Ensemble op. Hij schreef Lorre een gedicht met de titel An den Schauspieler P.L. im Exil. Brecht had altijd afkerig gestaan tegenover Lorres werk voor Hollywood en nodigde hem nu uit om gezamenlijk in Berlijn te gaan werken. In de herfst van 1950 reisde Lorre naar Duitsland, maar niet om zich aan te sluiten bij Brechts ensemble. Zijn doel was om Der Verlorene (1951) te produceren, een film noir gebaseerd op een waargebeurd verhaal. Het is de enige film waarvan Lorre scenarist en regisseur is. Lorre nam de Duitse Anne Marie Brenning aan als persoonlijke assistente en kreeg met haar een relatie.
Lorre speelde de hoofdrol van Dr. Karl Rothe, een oorlogsmisdadiger die na de oorlog gewetenswroeging krijgt. De film laat een sterk vermagerde Lorre zien, het resultaat van geldzorgen en kettingroken. Der Verlorene ging op 18 september 1951 in West-Duitsland in première. De film werd over het algemeen ongunstig ontvangen, daar het Duits publiek niet graag werd geconfronteerd met het oorlogsverleden. In de Verenigde Staten werd de film pas in 1984 uitgebracht, twintig jaar na Lorres dood.

### Terug in Amerika (1952–1957)
In februari 1952 keerde Lorre terug naar de Verenigde Staten en liet een zwangere Brenning achter in Duitsland. Hij kwam in korte tijd fors aan en zou de rest van zijn leven overgewicht houden. Dit had zijn weerslag op zijn carrière, daar zijn uitstraling er onder leed. Volgens filmcriticus Pauline Kael veranderde Lorre met het toenemen van zijn gewicht van een "elegant wezen" in een "opgeblazen karikatuur".

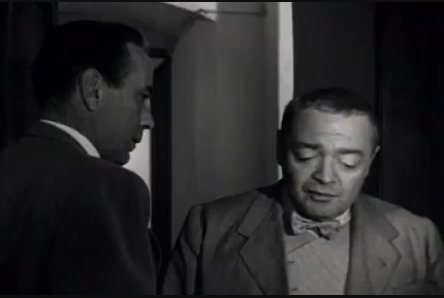
Humphrey Bogart en Peter Lorre in Beat the Devil (1953)

Lorres eerste film na Der Verlorene was Beat the Devil, geregisseerd door John Huston en met Humphrey Bogart in de hoofdrol. Lorre was verheugd om met zijn twee oude vrienden te kunnen werken en ging akkoord met de helft van zijn normale honorarium. De film werd echter lauw ontvangen en slecht begrepen. Velen zagen Beat the Devil onterecht als een parodie op Hustons The Maltese Falcon.
Nog voor Beat the Devil in première ging, liet Lorre zich formeel van Verne scheiden en vloog naar Brenning in Hamburg. Hier zag hij voor het eerst zijn dochter Catharine, die op 22 juni 1953 was geboren. Lorre trouwde op 21 juli met Brenning en bracht haar en zijn dochter mee terug naar Californië.
Hollywood wilde na Der Verlorene geen commercieel risico lopen door Lorre zijn eigen rollen te laten kiezen. In 1954 werd hij opnieuw als booswicht gecast voor de televisieversie van Casino Royale. In zijn rol van Le Chiffre was Lorre de eerste acteur die deze schurk speelde in een James Bond-verfilming. In datzelfde jaar speelde Lorre naast Kirk Douglas en James Mason een hoofdrol in 20,000 Leagues under the Sea (1954). Deze verfilming van Jules Verne's Twintigduizend mijlen onder zee was een van de weinige films waarin Lorre niet de schurk speelde. Als assistent van de professor had hij een kleine rol, maar Lorre was er blij mee. Hij hoopte dat de komische rol zijn typecasting van schurk eindelijk zou doorbreken. Lorre creëerde zijn rol met zorg, al werden veel van zijn morbide grappen door regisseur Richard Fleischer geweigerd. Lorre had plezier in zijn rol en hield zijn collega's constant voor de gek. Toen hij de eerste keer de animatronic van de boosaardige inktvis zag, grapte hij: "Die heeft de rol die ik normaal speel".

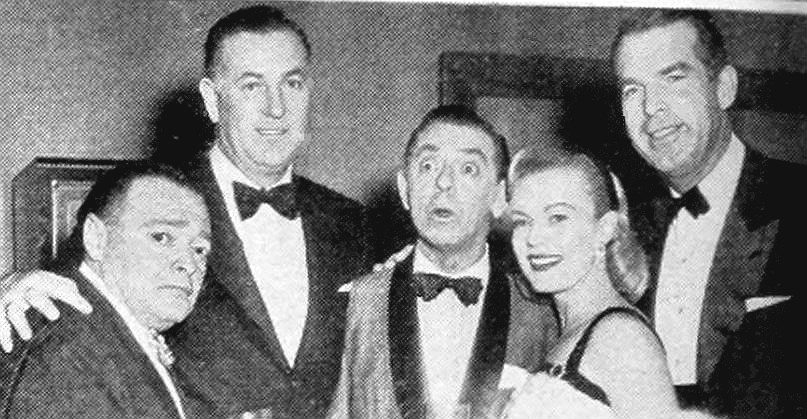
Peter Lorre met andere filmsterren in Las Vegas voor de première van Meet Me in Las Vegas (1956)

Lorre sloeg in 1956 het aanbod af om de rol van hypnotiseur in The She-Creature (1956) te spelen. Hij vond de horrorfilm ver beneden zijn niveau. Wel speelde hij dat jaar drie kleine rollen in Meet Me in Las Vegas, Congo Crossing en Around the World in Eighty Days.
In 1957 ging Lorre met zijn gezin dichter bij Hollywood wonen en betrok een huis in de Rodeo Drive in Beverly Hills. Dat jaar werkte Lorre na ruim twintig jaar opnieuw met Alfred Hitchcock. Hij kreeg een rol in The Diplomatic Corpse, een episode in Alfred Hitchcock Presents. In 1960 speelde hij in nog een episode: Man from the South. In deze verfilming van Roald Dahls kort verhaal speelt Lorre de hoofdrol naast Steve McQueen. Het is een van de bekendste episodes in de televisieserie. Andere programma's waarin Lorre een gastrol had waren onder andere de spionageserie Five Fingers (1959) en de westernseries Rawhide (1960) en Wagon Train (1960).
Mede dankzij 20,000 Leagues under the Sea werd Lorre ook voor meer komische rollen gecast, zoals in Silk Stockings (1957), een musical gebaseerd op Ernst Lubitsch' Ninotchka. Ook hier haalde Lorre veel grappen uit op de set, ondanks zijn verslechterende gezondheid. Zijn overmatige drinken, roken en morfinegebruik begonnen zichtbaar hun tol te eisen en Lorre nam tussen de opnames door buitensporig veel medicijnen in.

### Laatste jaren (1958–1964)
In zijn laatste jaren woonde Lorre met vrouw en dochter in een klein appartement in Hollywood Boulevard. Hij had te kampen met hartproblemen en was snel vermoeid. Desondanks bleef hij zich tot zijn dood aan zijn drukke schema houden. Zijn vrije tijd bracht hij grotendeels lezend en slapend door.

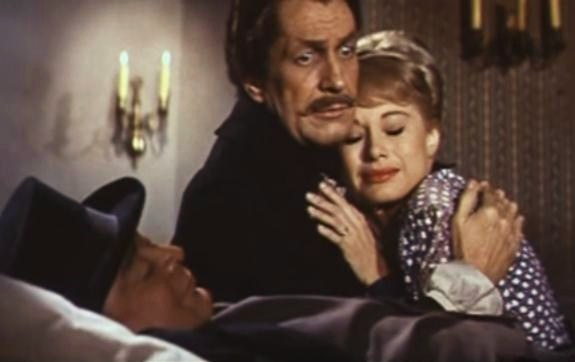
Peter Lorre, Vincent Price en Joyce Jameson in Tales of Terror (1962)

In 1962 verscheen Lorre in nog een boekverfilming van Jules Verne, als slavenhandelaar Ahmed in Five Weeks in a Balloon. Datzelfde jaar tekende hij een driejarig contract bij American International Pictures (AIP). De eerste film die hij voor de filmmaatschappij maakte was Tales of Terror (1962), samen met Vincent Price en Basil Rathbone, gevolgd door The Raven (1963), met Price en Boris Karloff. Beide films van Roger Corman waren gebaseerd op werken van Edgar Allan Poe en parodieerden het horrorgenre. Na het succes van deze films verlengde Lorre in 1964 zijn contract bij AIP voor vier jaar en acht films. De eerstvolgende productie was The Comedy of Terrors (1964), opnieuw met Price, Rathbone en Karloff. Het acteren ging echter moeizaam voor Lorre en hij had moeite om zijn tekst te onthouden.
Lorres laatste film was The Patsy van Jerry Lewis uit 1964. Tijdens de opnames zag hij er ziek en opgeblazen uit. De première van deze film maakte Lorre niet meer mee. Op 23 maart 1964 stierf hij op 59-jarige leeftijd in Los Angeles aan een hersenbloeding. Tijdens de crematieplechtigheid hield Price een lijkrede. De as van Peter Lorre werd in een urn bijgezet in een mausoleum op het Hollywood Memorial Cemetery, het huidige Hollywood Forever Cemetery.

### Latere gebeurtenissen (1964–1985)

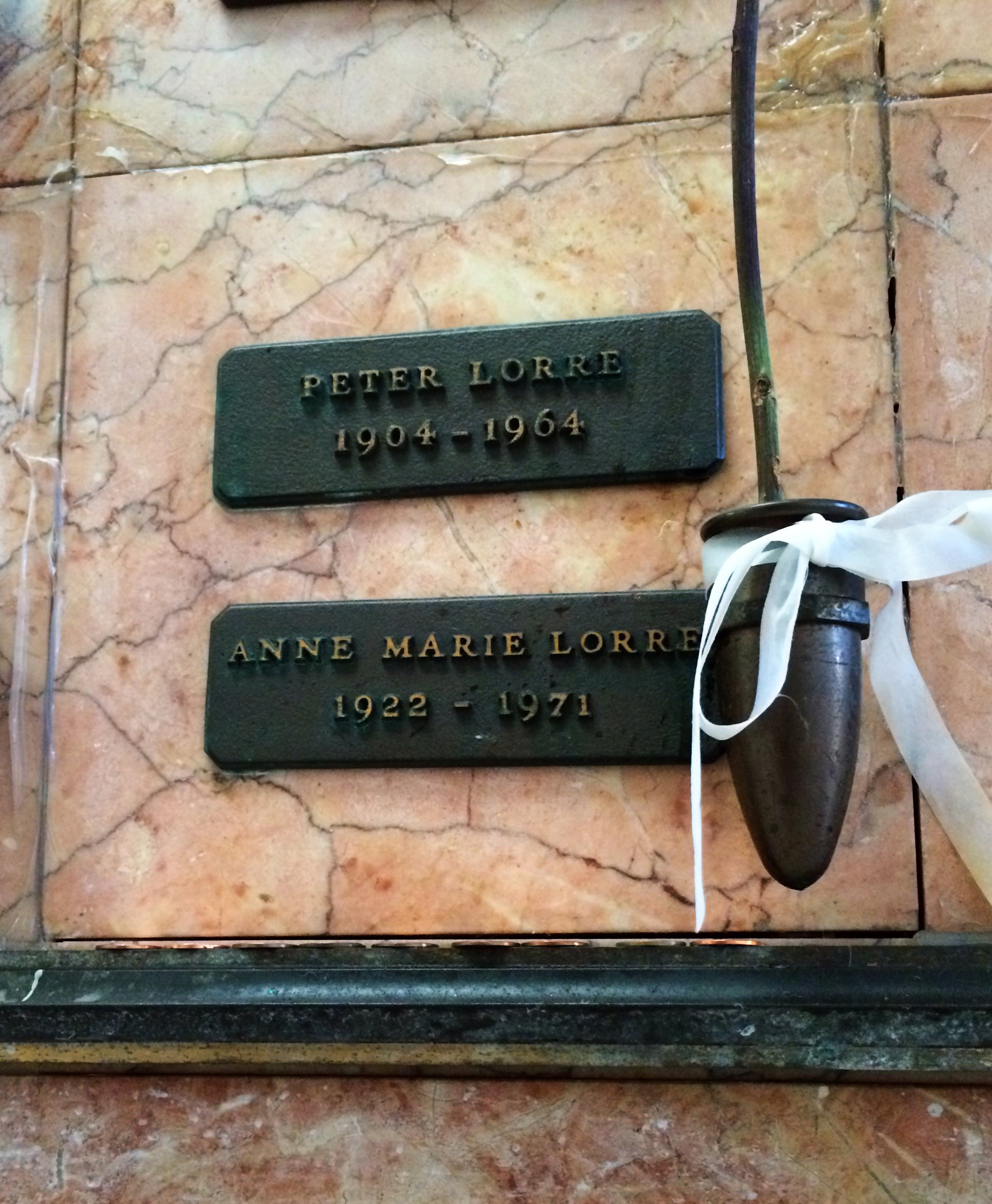
Laatste rustplaats van Peter en Anne Marie Lorre in het Hollywood Forever Cemetery

Acteur Eugene Weingand beweerde op grond van een lichte gelijkenis met Peter Lorre een wettige zoon van hem te zijn en liet zich na diens dood Peter Lorre jr. noemen. Lorre had echter één kind nagelaten: Catharine. Ze leek veel op haar vader. Lorre zei zelf: "Ze heeft hetzelfde uiterlijk als ik, maar haar stáát het ook." Catharine bleef na haar vaders overlijden bij haar moeder in Californië wonen.
Anne Marie Brenning stierf op 26 april 1971 en haar as werd in een urn bijgezet op het Hollywood Memorial Cemetery, bij die van Peter Lorre. Celia Lovsky nam hierop de 17-jarige Catharine in huis. Zes jaar later werd Catharine bijna ontvoerd door Kenneth Bianchi en Angelo Buono jr. De twee misdadigers, die bekend stonden als de Hillside Stranglers, hielden haar vermomd als politieagenten aan met de intentie haar te beroven en te doden. Toen zij er achter kwamen dat zij de dochter van Peter Lorre was, lieten ze de niets vermoedende Catharine gaan. Later werd Bianchi gearresteerd en bekende hij het voorval.
Catharine trouwde in 1980 met Allen Cornwell Baker, die het jaar daarop omkwam bij een motorongeluk. Op 7 mei 1985 stierf Catharine op 32-jarige leeftijd aan de gevolgen van diabetes. Ze liet geen kinderen na.

## Stijl en waardering
Peter Lorre ontving overwegend positieve kritiek op zijn acteerwerk. Hij stond bekend om zijn professionele houding ten opzichte van de rol die hij moest vertolken, of hij nu speelde in een B-film of in een potentiële kaskraker. Ook werd Lorre geprezen om zijn veelzijdigheid en zijn gevoelvolle, energieke uitstraling. Gisela Trowe, actrice in Der Verlorene, zei bijvoorbeeld over hem: "Hij vulde de ruimte, ook al was hij erg mager en fragiel. Ik had nooit eerder een man ontmoet met zo'n uitstraling."
Door zijn hechte vriendschap met Humphrey Bogart en Bertolt Brecht werd Lorre tussen twee ambities heen en weer geslingerd: roem en artistieke vrijheid. Tevergeefs ondernam hij allerlei projecten om deze kloof te overbruggen, zoals het oprichten van Lorre Inc., de samenwerkingen met Brecht en de productie van Der Verlorene.

### Karakterrollen

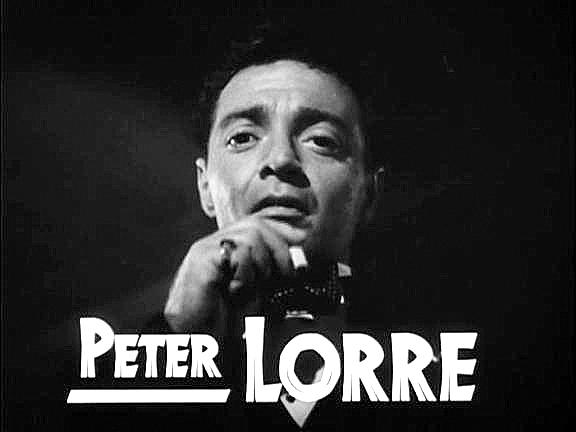
"When Peter Lorre squinted his baleful brown eyes and took a slow sinister puff on a cigarette, moviegoers throughout the world squirmed in their seats."
(The New York Times, 24 maart 1964)

Lorre was een opvallende verschijning. Hij was 1,65 meter, had uitpuilende ogen en een nasale, lijzige stem met een licht Oostenrijks accent. In zijn rollen sprak hij doorgaans rustig en zacht, en met zijn nerveus gegiechel wist hij een luguber effect te sorteren. De kindermoordenaar die Lorre in M speelde werd door critici beschouwd als een van de beste criminele personages op het witte doek. Ook in zijn latere films had hij de reputatie dat hij "het doek domineerde met zijn geheel eigen vorm van slechtheid". Tijdens zijn leven beschreven critici hem als "zo gemeen en moorddadig als de Hays Code toeliet" en "een van de meest veelzijdige moordenaars op het witte doek".
Lorre heeft nooit bewust voor zijn schurkenstatus gekozen. Hij verklaarde ooit dat hij, vanaf het moment dat hij in Amerika aankwam, zijn verleden trachtte te ontlopen: "Die film M heeft me overal achtervolgd." Sinds zijn kinderjaren probeerde hij om het karakter van anderen te doorgronden om hen en hun motieven te ontmaskeren. Daarom wilde hij pathologische rollen spelen. Het maakte hem niet uit of het een tragedie was of een komedie, zolang het maar een authentieke weergave van het leven was. Lorre had een hekel aan het horrorgenre, hij wilde niet als monster herinnerd worden.
Ondanks de positieve recensies speelde Lorre voornamelijk in B-films een hoofdrol. Hij is vooral bekend vanwege zijn bijrollen in de kassuccessen The Maltese Falcon, Casablanca en Arsenic and Old Lace. Lorre weet dit deels aan zijn uiterlijk, maar volgens de Duitse theatercriticus Herbert Ihering lag het ook aan zijn specialiteit om ironische en dubbelzinnige rollen te spelen: de dreigende onschuldige, de vriendelijke duivel, de tedere cynicus en de zachtaardige intrigant. Er waren eenvoudigweg te weinig films met zulke complexe hoofdrollen. Daarnaast had Lorre de culturele status van de Joodse vreemdeling die tijdens het naziregime naar de Verenigde Staten was gevlucht. Voor de grote studio's was het casten van Lorre voor een bijrol een doeltreffende manier om een film een exotische toets te geven. Vincent Price, een goede vriend van Lorre, meende dat Hollywood hem in een keurslijf dwong waardoor hij niet dezelfde kansen kreeg als collega-acteurs.

### Onderscheidingen
Peter Lorre werd op voorspraak van acteur Johnny Lockwood in 1942 ingewijd in de Grand Order of Water Rats, de oudste nog bestaande theaterbroederschap. Zijn film Der Verlorene werd voor een Gouden Leeuw genomineerd op het Filmfestival van Venetië in 1951 en kreeg in 1952 een eervolle vermelding tijdens de uitreiking van de Bundesfilmpreis voor beste film. In februari 1960 werd Lorre met een ster op 6619 Hollywood Boulevard geëerd op de Hollywood Walk of Fame.

## Persoonlijkheid
In Hollywood stond Peter Lorre bekend als een rustige, ietwat verlegen man met een droog gevoel voor humor. Hij was meestal goed gehumeurd, ondanks zijn slechte gezondheid, zijn onvervulde acteerambities en zijn geldproblemen. Lorre keek nooit op geld en gaf meer uit dan hij bezat. Op de filmset en onder vrienden maakte hij graag grappen en lachte hij veel en uitgelaten, vaak tot zijn gezicht rood aanliep.
Lorre ging regelmatig met Humphrey Bogart naar kuuroorden, bezocht graag worstelwedstrijden en was een supporter van Los Angeles' professionele honkbal- en footballteams. Toch kwam Lorre niet graag in de grote stad. Mensen ontmoeten en ideeën uitwisselen vond hij te veel energie vergen, energie die beter aan zijn werk was besteed. Ook thuis was Lorre vooral op zichzelf. Hij las veel en was een liefhebber van Schiller, Goethe, Edgar Wallace en Jack London. Lovsky zei dat ze nooit ruzie hadden: "Hij is wijs, rustig en gelukkig, als een Boeddha."
Lorre sprak niet graag over zichzelf. Hij verklaarde dat zijn vader hem had geleerd dat dit een onbeleefde gewoonte is. Ook over zijn acteerprestaties liet Lorre zich meestal bescheiden uit, hij beschreef zichzelf als "alleen maar een gezichtentrekker". Lorre toonde weinig belangstelling voor religie en sprak vrijwel nooit over zijn joodse achtergrond. Veel mensen in Hollywood wisten zelfs niet dat hij een Jood was. In The Cross of Lorraine (1943) speelde hij de Duitse sergeant Berger. Louis B. Mayer, wiens Joodse afkomst algemeen bekend was, merkte op de set op dat het nogal vreemd was om Lorre in een nazi-uniform te zien, waarop deze hem antwoordde dat hij "elke ochtend een Jood als ontbijt had".

## Verwijzingen in populaire cultuur
Peter Lorre beweerde ooit dat hij "zonder twijfel de meest geïmiteerde man was in nachtclubs". Zijn nasale stem en gezichtsuitdrukkingen vormden een mikpunt voor radiopresentators en tekenaars. Reeds in 1941 werd Lorre geparodieerd in Hollywood Steps Out, een korte tekenfilm uit de Merrie Melodies-serie van Warner Bros. Later in deze serie volgde een reeks waarin Lorre wordt afgebeeld als gangster of gestoorde geleerde, zoals The Birth of a Notion, Hair-Raising Hare en Racketeer Rabbit.
Lorre vormde ook een bron van inspiratie voor andere personages. Voorbeelden zijn Morocco Mole in Hanna-Barbera's Secret Squirrel, Mr. Gruesome in The Flintstones, Ren Hoëk in The Ren & Stimpy Show, Lampy in Disney's The Brave Little Toaster, Doctor N. Gin in de computerspelserie Crash Bandicoot en Maggot in Tim Burtons Corpse Bride.
Al Stewart zong in 1976 over Peter Lorre in zijn hitsingle Year of the cat. Hij baseerde het nummer op Casablanca, waarnaar hij verwijst als "a Bogart movie". In 1981 bracht het duo Jon & Vangelis het muziekalbum The Friends of Mr. Cairo uit, vernoemd naar Lorres rol van verwijfde gangster in The Maltese Falcon. In de titelsong zijn geluidsfragmenten uit de film verwerkt, waaronder de stemmen van Lorre, Humphrey Bogart en Sydney Greenstreet. Recentere nummers met Lorre als centraal thema zijn onder andere Peter Lorre van The Jazz Butcher Conspiracy en een gelijknamig nummer van The World/Inferno Friendship Society.

## Filmografie
| Film                                     | Jaar | Rol                                       | Regisseur                         | Land                | Filmmaatschappij                     |
| ---------------------------------------- | ---- | ----------------------------------------- | --------------------------------- | ------------------- | ------------------------------------ |
| Die verschwundene Frau                   | 1929 | Tandartspatiënt                           | Karl Leiter                       | Oostenrijk          | Österreichische Film                 |
| M – Eine Stadt sucht einen Mörder        | 1931 | Hans Beckert                              | Fritz Lang                        | Weimarrepubliek     | Nero-Film                            |
| Bomben auf Monte Carlo                   | 1931 | Pawlitschek                               | Hanns Schwarz                     | Weimarrepubliek     | Universum Film AG                    |
| Die Koffer des Herrn O.F.                | 1931 | Redacteur Stix                            | Alexis Granowsky                  | Weimarrepubliek     | Tobis Film                           |
| Fünf von der Jazzband                    | 1932 | Autodief                                  | Erich Engel                       | Weimarrepubliek     | Deutsche Universal-Film              |
| Schuß im Morgengrauen                    | 1932 | Klotz                                     | Alfred Zeisler                    | Weimarrepubliek     | Universum Film AG                    |
| Der weiße Dämon                          | 1932 | Gebochelde                                | Kurt Gerron                       | Weimarrepubliek     | Universum Film AG                    |
| Stupéfiants                              | 1932 | Le bossu                                  | Kurt Gerron en Roger Le Bon       | Weimarrepubliek     | Universum Film AG                    |
| F.P.1 antwortet nicht                    | 1932 | Journalist Johnny                         | Karl Hartl                        | Weimarrepubliek     | Universum Film AG                    |
| Was Frauen träumen                       | 1933 | Otto Fuesslli                             | Géza von Bolváry                  | Weimarrepubliek     | Super-Film                           |
| Les requins du pétrole                   | 1933 | Henry Pless                               | Rudolph Cartier en Henri Decoin   | Weimarrepubliek     | Pan-film                             |
| Unsichtbare Gegner                       | 1933 | Henry Pless                               | Rudolph Cartier                   | Weimarrepubliek     | Sascha-Film en Pan-film              |
| Du haut en bas                           | 1933 | Bedelaar                                  | Georg Wilhelm Pabst               | Frankrijk           |                                      |
| The Man Who Knew Too Much                | 1934 | Abbott                                    | Alfred Hitchcock                  | Verenigd Koninkrijk | Gaumont-British                      |
| Mad Love                                 | 1935 | Dr. Gogol                                 | Karl Freund                       | Verenigde Staten    | MGM                                  |
| Crime and Punishment                     | 1935 | Roderick Raskolnikov                      | Josef von Sternberg               | Verenigde Staten    | MGM                                  |
| Secret Agent                             | 1936 | The General                               | Alfred Hitchcock                  | Verenigd Koninkrijk | Gaumont-British                      |
| Crack-Up                                 | 1936 | Colonel Gimpy                             | Malcolm St. Clair                 | Verenigde Staten    | 20th Century Fox                     |
| Nancy Steele Is Missing!                 | 1937 | Professor Sturm                           | George Marshall en Otto Preminger | Verenigde Staten    | 20th Century Fox                     |
| Think Fast, Mr. Moto                     | 1937 | Mr. Kentaro Moto                          | Norman Foster                     | Verenigde Staten    | 20th Century Fox                     |
| Lancer Spy                               | 1937 | Majoor Sigfried Gruning                   | Gregory Ratoff                    | Verenigde Staten    | 20th Century Fox                     |
| Thank You, Mr. Moto                      | 1937 | Mr. Kentaro Moto                          | Norman Foster                     | Verenigde Staten    | 20th Century Fox                     |
| Mr. Moto's Gamble                        | 1938 | Mr. Kentaro Moto                          | James Tinling                     | Verenigde Staten    | 20th Century Fox                     |
| Mr. Moto Takes a Chance                  | 1938 | Mr. Kentaro Moto                          | Norman Foster                     | Verenigde Staten    | 20th Century Fox                     |
| I'll Give a Million                      | 1938 | Louis 'The Dope' Monteau                  | Walter Lang                       | Verenigde Staten    | 20th Century Fox                     |
| Mysterious Mr. Moto                      | 1938 | Mr. Kentaro Moto                          | Norman Foster                     | Verenigde Staten    | 20th Century Fox                     |
| Mr. Moto's Last Warning                  | 1939 | Mr. Kentaro Moto                          | Norman Foster                     | Verenigde Staten    | 20th Century Fox                     |
| Mr. Moto in Danger Island                | 1939 | Mr. Kentaro Moto                          | Herbert I. Leeds                  | Verenigde Staten    | 20th Century Fox                     |
| Mr. Moto Takes a Vacation                | 1939 | Mr. Kentaro Moto                          | Norman Foster                     | Verenigde Staten    | 20th Century Fox                     |
| Strange Cargo                            | 1940 | M'sieu Pig                                | Frank Borzage                     | Verenigde Staten    | MGM                                  |
| I Was an Adventuress                     | 1940 | Polo                                      | Gregory Ratoff                    | Verenigde Staten    | 20th Century Fox                     |
| Island of Doomed Men                     | 1940 | Stephen Danel                             | Charles Barton                    | Verenigde Staten    | Columbia Pictures                    |
| Stranger on the Third Floor              | 1940 | De vreemdeling                            | Boris Ingster                     | Verenigde Staten    | RKO Pictures                         |
| You'll Find Out                          | 1940 | Fenninger                                 | David Butler                      | Verenigde Staten    | RKO Pictures                         |
| The Face Behind the Mask                 | 1941 | Jamos 'Johnny' Szabo                      | Robert Florey                     | Verenigde Staten    | Columbia Pictures                    |
| Mr. District Attorney                    | 1941 | Paul Hyde                                 | William Morgan                    | Verenigde Staten    | Republic Pictures                    |
| They Met in Bombay                       | 1941 | Kapitein Chang                            | Clarence Brown                    | Verenigde Staten    | MGM                                  |
| The Maltese Falcon                       | 1941 | Joel Cairo                                | John Huston                       | Verenigde Staten    | Warner Bros.                         |
| All Through the Night                    | 1942 | Pepi                                      | Vincent Sherman                   | Verenigde Staten    | Warner Bros.                         |
| Invisible Agent                          | 1942 | Baron Ikito                               | Edwin L. Marin                    | Verenigde Staten    | Universal Studios                    |
| The Boogie Man Will Get You              | 1942 | Dr. Arthur Lorencz                        | Lew Landers                       | Verenigde Staten    | Columbia Pictures                    |
| Casablanca                               | 1942 | Signor Ugarte                             | Michael Curtiz                    | Verenigde Staten    | Warner Bros.                         |
| The Constant Nymph                       | 1943 | Fritz Bercovy                             | Edmund Goulding                   | Verenigde Staten    | Warner Bros.                         |
| Background to Danger                     | 1943 | Nikolai Zaleshoff                         | Raoul Walsh                       | Verenigde Staten    | Warner Bros.                         |
| The Cross of Lorraine                    | 1943 | Sergeant Berger                           | Tay Garnett                       | Verenigde Staten    | MGM                                  |
| Passage to Marseille                     | 1944 | Marius                                    | Michael Curtiz                    | Verenigde Staten    | Warner Bros.                         |
| The Mask of Dimitrios                    | 1944 | Cornelius Leyden                          | Jean Negulesco                    | Verenigde Staten    | Warner Bros.                         |
| Arsenic and Old Lace                     | 1944 | Dr. Einstein                              | Frank Capra                       | Verenigde Staten    | Warner Bros.                         |
| The Conspirators                         | 1944 | Jan Bernazsky                             | Jean Negulesco                    | Verenigde Staten    | Warner Bros.                         |
| Hollywood Canteen                        | 1944 | Zichzelf                                  | Delmer Daves                      | Verenigde Staten    | Warner Bros.                         |
| Hotel Berlin                             | 1945 | Johannes Koenig                           | Peter Godfrey                     | Verenigde Staten    | Warner Bros.                         |
| Confidential Agent                       | 1945 | Contreras                                 | Herman Shumlin                    | Verenigde Staten    | Warner Bros.                         |
| Three Strangers                          | 1946 | Johnny West                               | Jean Negulesco                    | Verenigde Staten    | Warner Bros.                         |
| Black Angel                              | 1946 | Marko                                     | Roy William Neill                 | Verenigde Staten    | Universal Studios                    |
| The Chase                                | 1946 | Gino                                      | Arthur Ripley                     | Verenigde Staten    | United Artists                       |
| The Verdict                              | 1946 | Victor Emmric                             | Don Siegel                        | Verenigde Staten    | Warner Bros.                         |
| The Beast with Five Fingers              | 1946 | Hilary Cummins                            | Robert Florey                     | Verenigde Staten    | Warner Bros.                         |
| My Favorite Brunette                     | 1947 | Kismet                                    | Elliott Nugent                    | Verenigde Staten    | Paramount Pictures                   |
| Casbah                                   | 1948 | Slimane                                   | John Berry                        | Verenigde Staten    | Universal Studios                    |
| Rope of Sand                             | 1949 | Toady                                     | Hal B. Wallis                     | Verenigde Staten    | Paramount Pictures                   |
| Quicksand                                | 1950 | Nick                                      | Irving Pichel                     | Verenigde Staten    | United Artists                       |
| Double Confession                        | 1950 | Paynter                                   | Ken Annakin                       | Verenigd Koninkrijk | ABPC                                 |
| Der Verlorene                            | 1951 | Dr. Karl Rothe, alias Dr. Karl Neumeister | Peter Lorre                       | West-Duitsland      | National-Filmverleih                 |
| Beat the Devil                           | 1953 | Julius O'Hara                             | John Huston                       | Verenigde Staten    | United Artists en British Lion Films |
| 20,000 Leagues Under the Sea             | 1954 | Conseil                                   | Richard Fleischer                 | Verenigde Staten    | Walt Disney Pictures                 |
| Meet Me in Las Vegas                     | 1956 | Zichzelf                                  | Roy Rowland                       | Verenigde Staten    | MGM                                  |
| Congo Crossing                           | 1956 | Kolonel John Miguel Orlando Arragas       | Joseph Pevney                     | Verenigde Staten    | Universal Studios                    |
| Around the World in Eighty Days          | 1956 | Japanse steward op de S.S. Carnatic       | Michael Anderson                  | Verenigde Staten    | United Artists                       |
| The Buster Keaton Story                  | 1957 | Kurt Bergner                              | Sidney Sheldon                    | Verenigde Staten    | Paramount Pictures                   |
| Collector's Item: The Left Fist of David | 1957 | Mr. Munsey                                | Buzz Kulik                        | Verenigde Staten    | 20th Century Fox                     |
| Silk Stockings                           | 1957 | Brankov                                   | Rouben Mamoulian                  | Verenigde Staten    | MGM                                  |
| The Story of Mankind                     | 1957 | Nero                                      | Irwin Allen                       | Verenigde Staten    | Warner Bros.                         |
| The Sad Sack                             | 1957 | Abdul                                     | George Marshall                   | Verenigde Staten    | Paramount Pictures                   |
| Hell Ship Mutiny                         | 1957 | Lamoret                                   | Lee Sholem en Elmo Williams       | Verenigde Staten    | Republic Pictures                    |
| The Big Circus                           | 1959 | Skeeter                                   | Joseph M. Newman                  | Verenigde Staten    | Allied Artists Pictures              |
| Scent of Mystery                         | 1960 | Smiley                                    | Jack Cardiff                      | Verenigde Staten    |                                      |
| Voyage to the Bottom of the Sea          | 1961 | Commandant Lucius Emery                   | Irwin Allen                       | Verenigde Staten    | 20th Century Fox                     |
| Tales of Terror                          | 1962 | Montresor                                 | Roger Corman                      | Verenigde Staten    | American International Pictures      |
| Five Weeks in a Balloon                  | 1962 | Ahmed                                     | Irwin Allen                       | Verenigde Staten    | 20th Century Fox                     |
| The Raven                                | 1963 | Dr. Adolphus Bedlo                        | Roger Corman                      | Verenigde Staten    | American International Pictures      |
| The Comedy of Terrors                    | 1964 | Felix Grille                              | Jacques Tourneur                  | Verenigde Staten    | American International Pictures      |
| Muscle Beach Party                       | 1964 | Mr. Strangdour                            | William Asher                     | Verenigde Staten    | American International Pictures      |
| The Patsy                                | 1964 | Morgan Heywood                            | Jerry Lewis                       | Verenigde Staten    | Paramount Pictures                   |

### Co-acteurs
Een selectieoverzicht van acteurs waarmee Peter Lorre in meerdere films heeft samengewerkt:
| Film                        | Jaar | Humphrey Bogart | Elisha Cook jr. | Virginia Field | Victor Francen | Clark Gable | Sydney Greenstreet | Boris Karloff | Vincent Price | Claude Rains | Sig Ruman | George Sanders | Conrad Veidt | Kaaren Verne |
| --------------------------- | ---- | --------------- | --------------- | -------------- | -------------- | ----------- | ------------------ | ------------- | ------------- | ------------ | --------- | -------------- | ------------ | ------------ |
| F.P.1 antwortet nicht       | 1933 |                 |                 |                |                |             |                    |               |               |              |           |                | Afgevinkt    |              |
| Think Fast, Mr. Moto        | 1937 |                 |                 | Afgevinkt      |                |             |                    |               |               |              | Afgevinkt |                |              |              |
| Lancer Spy                  | 1937 |                 |                 | Afgevinkt      |                |             |                    |               |               |              | Afgevinkt | Afgevinkt      |              |              |
| Thank You, Mr. Moto         | 1937 |                 |                 |                |                |             |                    |               |               |              | Afgevinkt |                |              |              |
| I'll Give a Million         | 1938 |                 |                 |                |                |             |                    |               |               |              | Afgevinkt |                |              |              |
| Mr. Moto's Last Warning     | 1939 |                 |                 | Afgevinkt      |                |             |                    |               |               |              |           | Afgevinkt      |              |              |
| Mr. Moto Takes a Vacation   | 1939 |                 |                 | Afgevinkt      |                |             |                    |               |               |              |           |                |              |              |
| Strange Cargo               | 1940 |                 |                 |                |                | Afgevinkt   |                    |               |               |              |           |                |              |              |
| I Was an Adventuress        | 1940 |                 |                 |                |                |             |                    |               |               |              | Afgevinkt |                |              |              |
| Stranger on the Third Floor | 1940 |                 | Afgevinkt       |                |                |             |                    |               |               |              |           |                |              |              |
| You'll Find Out             | 1940 |                 |                 |                |                |             |                    | Afgevinkt     |               |              |           |                |              |              |
| They Met in Bombay          | 1941 |                 |                 |                |                | Afgevinkt   |                    |               |               |              |           |                |              |              |
| The Maltese Falcon          | 1941 | Afgevinkt       | Afgevinkt       |                |                |             | Afgevinkt          |               |               |              |           |                |              |              |
| All Through the Night       | 1942 | Afgevinkt       |                 |                |                |             |                    |               |               |              |           |                | Afgevinkt    | Afgevinkt    |
| The Boogie Man Will Get You | 1942 |                 |                 |                |                |             |                    | Afgevinkt     |               |              |           |                |              |              |
| Casablanca                  | 1942 | Afgevinkt       |                 |                |                |             | Afgevinkt          |               |               | Afgevinkt    |           |                | Afgevinkt    |              |
| Background to Danger        | 1943 |                 |                 |                |                |             | Afgevinkt          |               |               |              |           |                |              |              |
| Passage to Marseille        | 1944 | Afgevinkt       |                 |                | Afgevinkt      |             | Afgevinkt          |               |               | Afgevinkt    |           |                |              |              |
| The Mask of Dimitrios       | 1944 |                 |                 |                | Afgevinkt      |             | Afgevinkt          |               |               |              |           |                |              |              |
| The Conspirators            | 1944 |                 |                 |                | Afgevinkt      |             | Afgevinkt          |               |               |              |           |                |              |              |
| Hollywood Canteen           | 1944 |                 |                 |                |                |             | Afgevinkt          |               |               |              |           |                |              |              |
| Confidential Agent          | 1945 |                 |                 |                | Afgevinkt      |             |                    |               |               |              |           |                |              |              |
| Three Strangers             | 1946 |                 |                 |                |                |             | Afgevinkt          |               |               |              |           |                |              |              |
| The Verdict                 | 1946 |                 |                 |                |                |             | Afgevinkt          |               |               |              |           |                |              |              |
| The Beast with Five Fingers | 1946 |                 |                 |                | Afgevinkt      |             |                    |               |               |              |           |                |              |              |
| Rope of Sand                | 1949 |                 |                 |                |                |             |                    |               |               | Afgevinkt    |           |                |              |              |
| Beat the Devil              | 1953 | Afgevinkt       |                 |                |                |             |                    |               |               |              |           |                |              |              |
| Silk Stockings              | 1957 |                 |                 |                |                |             |                    |               |               |              |           |                |              | [ ao ]       |
| The Story of Mankind        | 1957 |                 |                 |                |                |             |                    |               | Afgevinkt     |              |           |                |              |              |
| The Big Circus              | 1959 |                 |                 |                |                |             |                    |               | Afgevinkt     |              |           |                |              |              |
| Tales of Terror             | 1962 |                 |                 |                |                |             |                    |               | Afgevinkt     |              |           |                |              |              |
| The Raven                   | 1963 |                 |                 |                |                |             |                    | Afgevinkt     | Afgevinkt     |              |           |                |              |              |
| The Comedy of Terrors       | 1964 |                 |                 |                |                |             |                    | Afgevinkt     | Afgevinkt     |              |           |                |              |              |

- Bibsys: 98036109
- Biblioteca Nacional de España: XX953016
- Bibliothèque nationale de France: cb137481197 (data)
- CiNii: DA11762577
- Gemeinsame Normdatei: 118640623
- International Standard Name Identifier: 0000 0001 2124 7297
- Library of Congress Control Number: n79018503
- MusicBrainz: 597bbcd0-8975-4123-a6f4-997f590f8d8b
- Nationale Bibliotheek van Tsjechië: pna2007397501
- Nationale bibliotheek van Australië: 35939710
- Nationale Bibliotheek van Israël: 987007264613405171
- Nationale Bibliotheek van Polen: a0000001604788
- Nationale en Universitaire bibliotheek Zagreb: 000629963
- Nederlandse Thesaurus van Auteursnamen: 10478881X
- SNAC: w6526zm0
- Système universitaire de documentation: 087933721
- Trove: 1155545
- Virtual International Authority File: 24781764
- WorldCat: E39PBJwmRqqDtt4BvyvFxtBF8C